# 11. ročník udílení Critics' Choice Movie Awards
11. ročník udílení Critics' Choice Movie Awards se konal 9. ledna 2006.

## Vítězové a nominovaní
| Nejlepší film | Nejlepší režisér | Nejlepší herec |
| --- | --- | --- |
| - Zkrocená hora - Capote - Těžká váha - Nepohodlný - Crash - Dobrou noc a hodně štěstí - King Kong - Gejša - Mnichov - Walk the Line                                                                          | - Ang Lee – Zkrocená hora - George Clooney – Dobrou noc a hodně štěstí - Paul Haggis – Crash - Ron Howard – Těžká váha - Peter Jackson – King Kong - Steven Spielberg – Mnichov | - Philip Seymour Hoffman – Capote - Russell Crowe – Těžká váha - Terrence Howard – Snaž se a jeď - Heath Ledger – Zkrocená hora - Joaquin Phoenix – Walk the Line - David Strathairn – Dobrou noc a hodně štěstí |
| Nejlepší herečka | Nejlepší herec ve vedlejší roli | Nejlepší herečka ve vedlejší roli |
| - Reese Witherspoonová – Walk the Line - Joan Allen – Vztekle tvá - Judi Denchová – Show začíná - Felicity Huffmanová – Transamerika - Keira Knightley – Pýcha a předsudek - Charlize Theronová – Její případ | - Paul Giamatti –Těžká váha - George Clooney – Syriana - Kevin Costner – Vztekle tvá - Matt Dillon – Crash - Jake Gyllenhaal – Zkrocená hora - Terrence Howard – Crash | - Michelle Williamsová – Zkrocená hora - Amy Adamsová – Junebug - Maria Bellová – Dějiny násilí - Catherine Keener – Capote - Frances McDormandová – Její případ - Rachel Weisz – Nepohodlný                     |
| Nejlepší mladý herec | Nejlepší mladá herečka | Nejlepší filmové obsazení |
| - Freddie Highmore – Karlík a továrna na čokoládu - Jesse Eisenberg – Sépie a velryba - Alex Etel – Milióny - Owen Kline – Sépie a velryba - Daniel Radcliffe – Harry Potter a Ohinivý pohár                  | - Dakota Fanningová – Válka světů - Flora Cross – Tajná přání - Georgie Henley – Letopisy Narnie: Lev, čarodějnice a skříň - Q'Orianka Kilcher – Nový svět - Emily Watsonová – Harry Potter a Ohinivý pohár | - Crash - Dobrou noc a hodně štěstí - Bohémové - Syriana - Sin City - město hříchu |
| Nejlepší scénář | Nejlepší animovaný film | Nejlepší filmová komedie |
| - Paul Haggis a Bobby Moresco – Crash - Noah Baumbach – Sépie a velryba - George Clooney a Grant Heslov – Dobrou noc a hodně štěstí - Dan Futterman – Capote - Larry McMurtry a Diana Ossana – Zkrocená hora  | - Wallace & Gromit: Prokletí králíkodlaka - Strašpytlík - Mrtvá nevěsta Tima Burtona - Zámek v oblacích - Madagaskar | - 40 let panic - Kiss Kiss Bang Bang - Show začíná - Producenti - Nesvatbovi |
| Nejlepší cizojazyčný film | Nejlepší televizní film | Nejlepší rodinný film |
| - Kung-fu mela - Utajený - Oldboy - Ráj hned teď - 2046 | - Na Západ - Bob Dylan - Řím - Warm Springs | - Letopisy Narnie: Lev, čarodějnice a skříň - Karlík a továrna na čokoládu - Snílek - Harry Potter a Ohnivý pohár                                                                                                |
| Nejlepší dokument | Nejlepší písnička | Nejlepší skladatel |
| - Putování tučňáků - Enron – The Smartest Guys in the Room - Grizzly Man - Šílený žhavý tanec - Murderball | - „Hustle & Flow“ – Terrence Howard – Snaž se a jeď - „A Love That Will Never Grow Old“ – Emmylou Harris – Zkrocená hora - „Same in Any Language“ – I Nine – Elizabetown - „Seasons of Love“ – Tracie Thoms, Jesse L. Martin a obsazení filmu Bohémové – Bohémové - „Travelin' Thru“ – Dolly Parton – Transamerika | - John Williams – Gejša - James Horner – Nový svět - Gustavo Santaolalla – Zkrocená hora - Nancy Wilson – Elizabethtown                                                                                          |
| Nejlepší soundtrack | Freedom Award | Speciální ocenění za přispění k filmu |
| - Walk The Line - Elizabethtown - Gejjša - Producenti - Bohémové | - George Clooney | - King Kong |